# Telwoord
Een telwoord (numerale, mv. numeralia) is een woord waarmee een aantal of een rangnummer wordt aangeduid. Men onderscheidt hoofdtelwoorden, rangtelwoorden en telbijwoorden.
- Een hoofdtelwoord geeft een aantal of een nummer weer.
Voorbeelden: een, twee, drie, vier;
- Een rangtelwoord geeft de rangvolgorde in een rij weer.
Voorbeelden: eerste, tweede, derde, vierde.
- Een telbijwoord is telwoord dat zich gedraagt als een bijwoord.
Voorbeelden: eenmaal, tweemaal, honderdmaal, tweewerf, driewerf.

## Bepaald en onbepaald
Telwoorden worden bepaald genoemd als men daaraan kan zien hoeveel het precieze aantal is.
Voorbeelden: drieëntwintig, achtentachtigste, duizend, miljoenste
Telwoorden worden onbepaald genoemd als men daaraan niet kan zien wat het precieze aantal is.
Voorbeelden: veel, weinig, zoveelste, tigste, enkele
Zowel bepaalde als onbepaalde telwoorden kunnen voorkomen als rangtelwoord. In "het zoveelste brandje" is zoveelste het rangtelwoord van zoveel.